# Andy Moor
Andy Moor właściwie Andrew Beardmore (ur. 16 stycznia 1980 w Stoke-on-Trent, Wielka Brytania) – jest jednym z najbardziej znanych trance'owych DJ-ów i producentów muzycznych. W przeszłości używał dużej liczby pseudonimów (Dub Disorder, Dwight van Man, Sworn etc.), był także dwukrotnie z rzędu ogłoszony 30. Dj-em świata według głosów czytelników DJ Magazine w 2005 i 2006 roku. Moor był nominowany do Nagrody Grammy w grudniu 2007 roku, za remiks utworu kanadyjskich artystów Delerium „Angelicus” z wokalem Isabel Bayrakdarian.
Remiksował także utwory dla takich artystów jak Britney Spears, Avril Lavigne, Paul Oakenfold, Brian Eno, Tiësto i Arthur Baker.

## Dyskografia

### Single
2000
- Andy Moor – „Passenger” (Baroque Records)
- Andy Moor – „Violent City” (Baroque Records)

2001
- Bill Hamel pres. Innate and Andy Moor – „Barotek” (Sunkissed Records)
- Leama (Co-Production) – „Melodica” (Baroque Records)
- Andy Moor pres : Sworn – „Dark Ammendments” (Baroque Records)
- Lewis and Moor – „Byte” (Intrinsic Records)

2002
- Leama (Co-Production) – „Requiem for a Dream” (Perfecto Records)
- Andy Moor – „Crazy Lady EP – No More” (Baroque Records)
- Andy Moor – „Crazy Lady EP – Athena” (Baroque Records)
- Midnorth vs Austin Leeds – „Soul Workout” (Baroque Records)
- Indigo – „Division” (EQ Records)
- Odessi – „Beyond the Sound (feat Maria Naylor)” (Primal Beats)

2004
- Sworn – „U Don't Feel” (Vinyl Vice)
- Leama & Moor – „Shades of Blue/Red/Yellow” (Primal Beats)
- Leama & Moor – „Complex Synth Problems” (Lost Language)
- Leama & Moor – „Fact of the Matter” (Lost Language)
- Whiteroom – „The Whiteroom” (Liquid Asset)

2005
- Whiteroom – „Someday (feat. Amy Cooper)” (Woom Recordings)
- Andy Moor – „Halycon” (Armada Music)
- Above and Beyond feat. Andy Moor – „Air for Life” (Anjunabeats)

2006
- Mick Wilson vs Andy Moor – „Control Me” (Pangea Recordings)

2007
- Andy Moor vs. Orkidea – „YearZero” (AVA Recordings)
- Markus Schulz feat. Andy Moor – „Daydream” (Armada)
- Tilt – „Angry Skies (Tilt's Re-Activation remix)” (Lost Language)

2008
- Andy Moor – „Fake Awake” (Anjunabeats/AVA Recordings)
- Andy Moor Ft. Carrie Skipper – „So Much More” (AVA Recordings)

2009
- Andy Moor & Ashley Wallbridge feat. Meighan Nealon – Faces (AVA Recordings)
- Andy Moor & Lange – „Stadium Four” (AVA/Armada Recordings)

2010
- Andy Moor & Carrie Skipper – „She moves"
- Andy Moor vs. M.I.K.E. – „Spirits Pulse"

2011
- Andy Moor Ft. Sue McLaren – „Fight The Fire"

#### 2012
- Andy Moor Ft. Sue McLaren – „Trespass” AVA/Armada Recordings)
- Andy Moor Ft. Jessica Sweetman – „In Your Arms” (AVA/Armada Recordings)
- Andy Moor – „K Ta” (AVA Recordings) (AVA/Armada Recordings)
- Andy Moor & Ashley Wallbridge feat. Gabriela – „World To Turn” (AVA/Armada Recordings)

#### 2013
- Andy Moor & Betsie Larkin – „Love Again” (AVA Recordings)
- Andy Moor – „I Be” (AVA Recordings)

#### 2014
- Andy Moor – „Fade To Light” (AVA Recordings)
- Andy Moor & Lange Ft. Fenja – „Top Of The World” (Lange Recordings)
- Betsie Larkin & Andy Moor – „Not Afraid” (AVA Recordings)

### Remiksy
2001
- Medway – „My Release (Andy Moor remix)” (Hooj Choons)
- Shimmon vs 3rd Degree – „Dark Feelin' (Andy moor remix)” (Tune Inn Records)
- Coda – „Take Me (Andy Moor remix)” (Decipher Records)
- Stripped Inc. – „Glitterball (Andy Moor remix)” (Baroque Records|Method Records)

2003
- EveryDayDowners – „This World (Andy Moor remix)” (Pangea Recordings)
- 2 Players – „Signet (Leama & Moor remix)” (Lost Language)
- Little Wonder – „Eclipse (Leama & Moor remix)” (Lost Language)
- Arthur Baker – „1000 Years (Andy Moor remix)” (Tommy Boy Silver Label)
- Sonorous – „Second Sun (Leama & Moor remix)” (Lost Language)
- Main Element – „Forme (Leama & Moor remix)” (Lost Language)
- Insight – „Prophecy (Innate and Andy Moor remix)” (Sunkissed Records)
- Radiohead – „Go to Sleep (Zoo DJ's bootleg)” (White)
- Leftfield – „Open Up (Zoo DJ's bootleg)” (White)

2004
- Chemical Brothers – „Asleep By Day (Zoo DJ's bootleg)” (White)
- Paul Oakenfold – „Zoo York (Leama & Moor remix)” (Perfecto Records)
- Avril Lavigne – „I'm With You (Leama & Moor bootleg” (White)
- Nelly Furtado – „Powerless (Leama & Moor bootleg” (White)
- Brian Eno – „The Ending (Leama & Moor remix) (Virgin Music|Virgin)
- Orbital – „Belfast (Leama & Moor re-make) (White)
- Li Kwan – „Point Zero (Leama & Moor remix) (Liquid Asset)
- Ridgewalkers – „Find (feat. El) (Andy Moor remix) (Armada Music/Baroque Records)
- Starkid – „Crayons (Leama & Moor „In Loving Memory of Starkid” remix)” (Release Records)
- Vector 13 – „G.H.L.I.S (Leama & Moor remix) (Algorithm Records)
- Space Manoeuvres – „Stage 1 (Leama & Moor remix) (Tirade Records)

2005
- Space Manoeuvres – „7th Planet (Leama & Moor remix) (Lost Language)
- Tiesto – „A Tear in the Open (Leama & Moor remix) (Black Hole Recordings)
- Tiesto – „UR (Leama & Moor remix)” (Black Hole Recordings)
- Filo and Peri – „Closer Now (Leama & Moor remix)”
- Jose Zamora vs Damian DP – „Transatlantic (Andy Moor remix)” (Baroque Records)
- Above and Beyond pres. Tranquility Base – „Getting Away (Leama & Moor remix)” (Anjunabeats)
- Luminary – „My World (Whiteroom remix)” (Lost Language)
- 2005: Luminary – „Wasting (Andy Moor remix)” (Sound Piercing)
- Britney Spears – „Someday (Andy Moor remix)” (Jive Records)
- Yellow Blackboard – „Supafly (Andy Moor remix)” (SOG Chrome)

2006
- Delerium – „Angelicus (Andy Moor remix)” (Nettwerk)

2007
- Andy Moor vs. Orkidea – „YearZero (Andy Moor's 'First Light' remix)” (AVA Recordings)

2009
- Nadia Ali – „Love Story (Andy Moor Remix)”

### DJ Mix
- 2009
- „Breaking The Silence Volume One” (Armada Digital)

#### 2010
- „Trance Nation” (Ministry Of Sound)

#### 2011
- „Breaking The Silence Volume Two” (Armada Music)

#### 2014
- „Breaking The Silence Volume Three” (Armada Music)

### Albumy
2004
- Tilt – Explorer

2005
- Leama and Moor – Common Ground

2012
- Andy Moor – Zero point one

2013
- Andy Moor – Zero point one (The Remixes)